# Brunjord

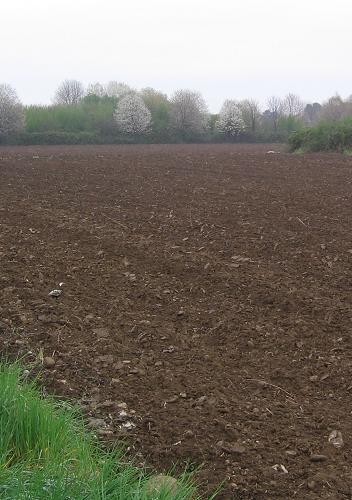
Brunjord

Brunjord finns på slätterna i södra och mellersta Sverige och även i dalsänkor. Där det finns brunjord växer det ofta lövträd. För att brunjord ska bildas krävs det ett högt pH, finkornig jordart och ganska varmt klimat. Brunjord är betydligt bördigare än podsol och lämpar sig därför för jordbruk. Detta har gjort att de största områdena med lövskog i Sverige har huggits ner och ersatts av jordbruk. Det som kännetecknar brunjord är att förna snabbt bryts ner till mull tack vare den rika tillgången på saprofyter, som daggmaskar och bakterier. På grund av att den blandas hela tiden är det svårt att tydligt se de olika lagren i markprofilen.